# Spinancistrus nitidus
Spinancistrus nitidus är en stekelart som beskrevs av Kamijo 1977. Spinancistrus nitidus ingår i släktet Spinancistrus och familjen puppglanssteklar. Inga underarter finns listade i Catalogue of Life.